# Hunters Creek Village
Hunters Creek Village – miasto w Stanach Zjednoczonych, w stanie Teksas, w hrabstwie Gregg.